# Belgijskie monety euro
      20 państw strefy euro 
(Austria, Belgia, Chorwacja, Cypr, Estonia, Finlandia, Francja, Grecja, Hiszpania, Holandia, Irlandia, Litwa, Luksemburg, Łotwa, Malta, Niemcy, Portugalia, Słowacja, Słowenia i Włochy) 
      1 państwo UE w systemie ERM II, bez klauzuli wyłączającej z przystąpienia do strefy euro 
(Bułgaria)
      1 państwo UE w systemie ERM II, z klauzulą wyłączającą z przystąpienia do strefy euro (Dania)
      5 państw UE nie będących w systemie ERM II, ale zobowiązanych do przystąpienia do strefy euro 
(Czechy, 
 Polska, Rumunia, Szwecja i Węgry)
      4 kraje nie będące w UE stowarzyszone ze strefą euro 
(Andora, Monako, San Marino i Watykan)
      2 kraje nie będące w UE które przyjęły jednostronnie walutę euro (Czarnogóra i Kosowo)

waluta Euro w Europie
20 państw strefy euro
(Austria, Belgia, Chorwacja, Cypr, Estonia, Finlandia, Francja, Grecja, Hiszpania, Holandia, Irlandia, Litwa, Luksemburg, Łotwa, Malta, Niemcy, Portugalia, Słowacja, Słowenia i Włochy)
1 państwo UE w systemie ERM II, bez klauzuli wyłączającej z przystąpienia do strefy euro
Bułgaria)
1 państwo UE w systemie ERM II, z klauzulą wyłączającą z przystąpienia do strefy euro (Dania)
5 państw UE nie będących w systemie ERM II, ale zobowiązanych do przystąpienia do strefy euro
(Czechy,
Polska, Rumunia, Szwecja i Węgry)
4 kraje nie będące w UE stowarzyszone ze strefą euro
(Andora, Monako, San Marino i Watykan)
2 kraje nie będące w UE które przyjęły jednostronnie walutę euro (Czarnogóra i Kosowo)

Monety euro w Belgii wprowadzono do obiegu w dniu 1 stycznia 2002 kiedy narodową walutę Belgii, frank belgijski zastąpiono euro w stosunku wymiany 1 € = 40,3399 franków. Monety były bite do roku 2017 w Królewskiej Mennicy Belgijskiej w Brukseli, kiedy to mennica ta przestała bić, a jedynie projektuje i zleca ich produkcję Królewskiej Mennicy Holenderskiej w Utrechcie, która używa kaduceusza jako znaku mennicy.
Znaki mennicze i znaki dyrektora mennicy zmieniały się od czasu ich wprowadzenia do obiegu. Królewska Mennica Belgijska używała głowy Archanioła Michała jako znaku mennicy a znak dyrektora tej instytucji, zmieniał się za każdym razem kiedy nowa osoba obejmowała to stanowisko. Od 1999 roku były cztery różne znaki dyrektora mennicy. Są to:
- Romain Coenen (1999-2009): znakiem była waga
- Gérard Buquoy (2009-2012): znakiem był długopis
- Bernard Gillard (2013-2016): znakiem był siedzący kot
- Ingrid van Herzele (2017-2022): znakiem był herb miasta Herzele
- Giovanni van de Velde (2023-): znakiem będzie kwiat Aster na tle kolby stożkowej

## Historia
1 stycznia 1999 roku euro zostało wprowadzone w Belgii jako waluta międzybankowa w tym samym czasie co w 10 innych krajach europejskich, a 1 stycznia 2002 roku wprowadzono do obiegu monety i banknoty euro w 12 krajach. Królewska Mennica Belgijska rozpoczęła bicie monet już od 1999 roku. W każdym roku poprzedzającym oficjalne wejście monet do obiegu tj. do roku 2002 mennica ta biła monety z odpowiednim rokiem na nich. Obok Belgii tak samo uczyniły mennice z Finlandii, Francji, Hiszpanii i Holandii. Oznacza to że po wejściu monet do obiegu można zaobserwować na nich rok 1999, 2000 i 2001.
Euro było w obiegu równocześnie z frankiem belgijskim do 28 lutego 2002 roku, po którym ten ostatni przestał być prawnym środkiem płatniczym. Monety starej waluty było można nadal wymienić Narodowym Banku Belgii do 31 grudnia 2004 roku.
Do 2017 roku. projekt i bicie monet zapewniała Królewska Mennica Belgii. W październiku 2016 roku, rząd Charles’a Michel’a postanowił zamknąć mennice i zlecić bicie monet innym podmiotom. Oszczędności szacuje się na 2,5 mln euro rocznie. 23 października 2017 Mennica Królewska wybiła ostatnie monety. 22 stycznia 2018 rząd poinformował, że bicie belgijskich monet powierzono Królewskiej Mennicy Holenderskiej, która została zakupiona przez belgijską grupę Heylen z siedzibą w Herentals.

## Monety obiegowe

### 1. seria:Albert II– (1999-2007)

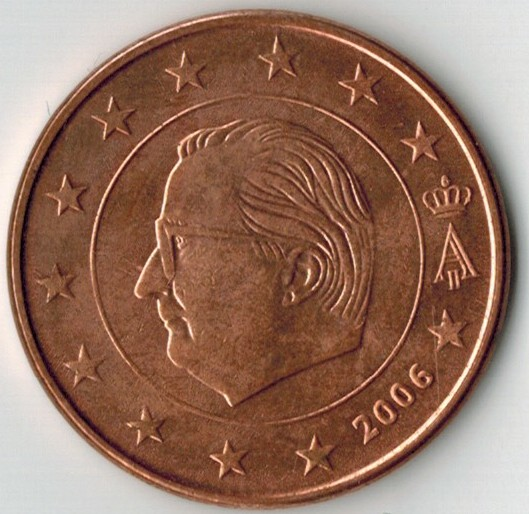
Strona narodowa belgijskiej monety 5 centów. (Pierwsza seria)

Pierwsza seria została stworzona przez Jana Alfonsa Keustermansa i wybita w latach 1999–2007. Została przedstawiona przez ministra finansów Philippe’a Maystadta, 16 października 1997 roku. Na każdym nominale znajduje się wizerunek króla Belgów Alberta II (1934-), zwrócony w lewo i otoczony 12 gwiazdami europejskiej flagi w pierścieniu. Gwiazdy przerywa po prawej królewski monogram Alberta II i rok. Nie ma znaku mennicy i nie ma na nim nazwy kraju.
Pierwszym rokiem wskazanym na monetach jest rok 1999, data początku wprowadzenia euro, ale monety zostały wprowadzone do obiegu dopiero w 2002 roku. Rozpoczęto bicie belgijskich monet euro 7 września 1998 roku w warsztatach belgijskiej mennicy królewskiej, w obecności króla Alberta II, premiera Jean-Luca Dehaene, ministra finansów Jean-Jacquesa Viseura i innych osobistości politycznych.
Należy zauważyć, że monety z rocznika 2007 zawierają drugą wersję strony wspólnej (nowa mapa Europy).
| Nominał     | Motyw                                                                |
| ----------- | -------------------------------------------------------------------- |
|             |                                                                      |
| 1 cent      | Wizerunek i monogram króla Alberta II                                |
| 2 centy     | Wizerunek i monogram króla Alberta II                                |
| 5 centów    | Wizerunek i monogram króla Alberta II                                |
| 10 centów   | Wizerunek i monogram króla Alberta II                                |
| 20 centów   | Wizerunek i monogram króla Alberta II                                |
| 50 centów   | Wizerunek i monogram króla Alberta II                                |
| 1 euro      | Wizerunek i monogram króla Alberta II                                |
| 2 euro      | Wizerunek i monogram króla Alberta II                                |
|             |                                                                      |
| rant 2 euro | Sekwencja 2 ★ ★ powtórzona 6-krotnie, naprzemiennie odwrócona o 180° |

### 2. seria:Albert II– (2008)
W 2005 roku Komisja Europejska wydała nowe zalecenia dotyczące awersów i rewersów narodowych monet euro. Wzór nie może przerywać okręgu zawierającego 12 gwiazd, a na monetach musi widnieć nazwa lub skrót kraju. Belgia postanowiła dostosować stronę narodową swoich monet, począwszy od 2008 roku. Projekt nowego wzoru opracował Luc Luycx. Strona narodowa monet drugiej serii z 2008 roku różni się od tych z pierwszej serii następującymi szczegółami:
- portret króla Alberta II został zaktualizowany (różnice w portrecie widać na kościach policzkowych i kępkach włosów przy czole króla[11].)
- przeniesienie królewskiego monogramu i roku do wewnętrznej części monety (monogram po prawej stronie portretu króla, a rocznik emisji poniżej portretu)
- dodanie pod królewskim monogramem liter BE oznaczających kraj
- dodanie znaków Mennicy Królewskiej i dyrektora mennicy po obu stronach roku emisji monety

Monety z lat poprzednich (pierwsza seria) nadal zachowują ważność.
| Nominał     | Motyw                                                                |
| ----------- | -------------------------------------------------------------------- |
|             |                                                                      |
| 1 cent      | Wizerunek i monogram króla Alberta II                                |
| 2 centy     | Wizerunek i monogram króla Alberta II                                |
| 5 centów    | Wizerunek i monogram króla Alberta II                                |
| 10 centów   | Wizerunek i monogram króla Alberta II                                |
| 20 centów   | Wizerunek i monogram króla Alberta II                                |
| 50 centów   | Wizerunek i monogram króla Alberta II                                |
| 1 euro      | Wizerunek i monogram króla Alberta II                                |
| 2 euro      | Wizerunek i monogram króla Alberta II                                |
|             |                                                                      |
| rant 2 euro | Sekwencja 2 ★ ★ powtórzona 6-krotnie, naprzemiennie odwrócona o 180° |

### 2. seria:Albert II– (2009-2013) – nowelizacja

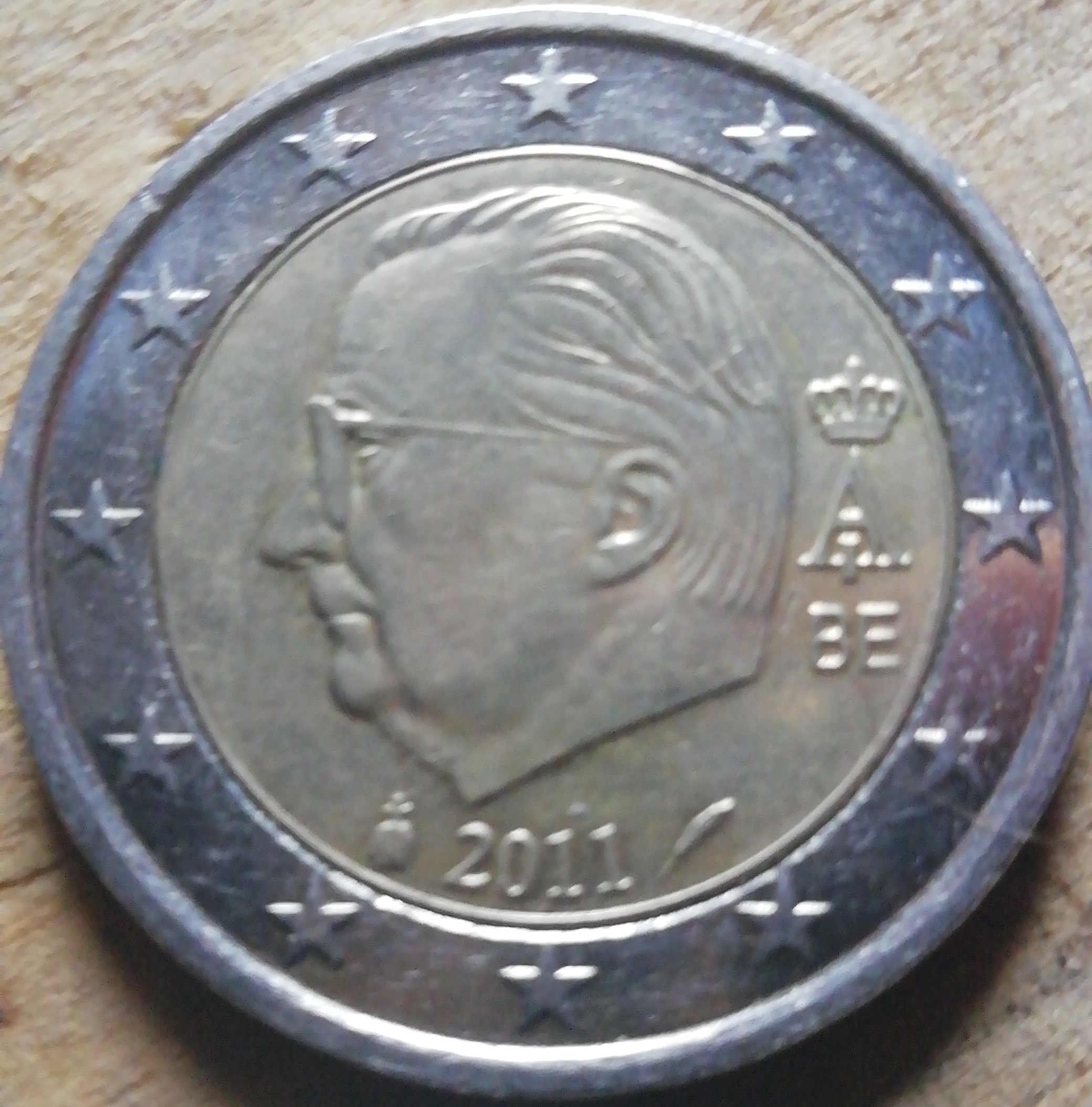
Strona narodowa belgijskiej monety 2 euro. (Druga seria – nowelizacja)

W przypadku emisji z lat 2009–2013 ponownie zmieniono portret króla Alberta II i podobnie jak w przypadku pierwszej serii ponownie wykorzystano projekt Jana Alfonsa Keustermansa. Wytyczne zalecane przez Komisję Europejską z dnia 19 grudnia 2008 roku dla rewersów narodowych obiegowych monet euro umożliwiają aktualizowanie co piętnaście lat wzorów monet przedstawiających głowę państwa w celu odzwierciedlenia zmian w wyglądzie głowy państwa. Zgodnie z nowymi wytycznymi aktualizacja z 2008 roku przyszła jednak zbyt wcześnie i dlatego musiała zostać zrewidowana. Jednak pozostałe zmiany stylizacji z 2008 roku zostały utrzymane.
Niektórzy kolekcjonerzy uważają to za trzecią serię, ale ponieważ w przeciwieństwie do poprzednich serii nie została opublikowana w oficjalnym dzienniku Unii Europejskiej, jest to w rzeczywistości poprawka, a nie nowa seria.
Monety z lat poprzednich (serie z 1999-2007 i 2008) nadal zachowują ważność.
| Nominał     | Motyw                                                                |
| ----------- | -------------------------------------------------------------------- |
|             |                                                                      |
| 1 cent      | Wizerunek i monogram króla Alberta II                                |
| 2 centy     | Wizerunek i monogram króla Alberta II                                |
| 5 centów    | Wizerunek i monogram króla Alberta II                                |
| 10 centów   | Wizerunek i monogram króla Alberta II                                |
| 20 centów   | Wizerunek i monogram króla Alberta II                                |
| 50 centów   | Wizerunek i monogram króla Alberta II                                |
| 1 euro      | Wizerunek i monogram króla Alberta II                                |
| 2 euro      | Wizerunek i monogram króla Alberta II                                |
|             |                                                                      |
| rant 2 euro | Sekwencja 2 ★ ★ powtórzona 6-krotnie, naprzemiennie odwrócona o 180° |

### 3. seria:Filip– (2014-teraz)
21 lipca 2013 roku król Albert II abdykował z tronu a jego miejsce zajął jego syn Filip, który został nowym królem belgów [2]. Nowa narodową serie monet z portretem nowego króla zaprezentowano 4 lutego 2014 roku. Monety te zaprojektował Luc Luycx.
Monety przedstawiają wizerunek króla Filipa zwrócony w prawo. Z lewej strony nad literami BE oznaczający Belgię, znajduje się królewski monogram z literami FP. Poniżej postaci znajduje się rok emisji otoczony znakiem dyrektora mennicy i znakiem mennicy. Całość otoczona jest dwunastoma gwiazdami flagi europejskiej.
Monety z lat poprzednich (serie z 1999-2007, 2008 i 2009-2013) nadal zachowują ważność i pozostają w obiegu.
| Nominał     | Motyw                                                                |
| ----------- | -------------------------------------------------------------------- |
|             |                                                                      |
| 1 cent      | Wizerunek i monogram króla Filipa                                    |
| 2 centy     | Wizerunek i monogram króla Filipa                                    |
| 5 centów    | Wizerunek i monogram króla Filipa                                    |
| 10 centów   | Wizerunek i monogram króla Filipa                                    |
| 20 centów   | Wizerunek i monogram króla Filipa                                    |
| 50 centów   | Wizerunek i monogram króla Filipa                                    |
| 1 euro      | Wizerunek i monogram króla Filipa                                    |
| 2 euro      | Wizerunek i monogram króla Filipa                                    |
|             |                                                                      |
| rant 2 euro | Sekwencja 2 ★ ★ powtórzona 6-krotnie, naprzemiennie odwrócona o 180° |

## Okolicznościowe monety 2 euro
Belgia dotychczas wyemitowała następujące okolicznościowe monety o nominale 2 euro:
| Rok  | Numer | Nazwa monety                                                                        | data wydania         | Dodatkowe informacje                    |
| ---- | ----- | ----------------------------------------------------------------------------------- | -------------------- | --------------------------------------- |
| 2005 | 1     | Belgijsko-luksemburska Unia Ekonomiczna                                             | 1 marca 2005         |                                         |
| 2006 | 2     | Renowacja Atomium w Brukseli                                                        | 10 kwietnia 2006     |                                         |
| 2007 | 3     | 50. rocznica podpisania traktatów rzymskich                                         | 26 marca 2007        | Strefa euro – wspólna emisja europejska |
| 2008 | 4     | 60. rocznica uchwalenia Powszechnej Deklaracji Praw Człowieka                       | 1 czerwca 2008       |                                         |
| 2009 | 5     | 10. rocznica wprowadzenia wspólnej waluty euro                                      | 27 stycznia 2009     | Strefa euro – wspólna emisja europejska |
| 2009 | 6     | 200. rocznica urodzin Luisa Brailla                                                 | 25 września 2009     |                                         |
| 2010 | 7     | Belgijska Prezydencja Rady Unii Europejskiej                                        | 10 czerwca 2010      |                                         |
| 2011 | 8     | 100. rocznica Międzynarodowego Dnia Kobiet                                          | 3 maja 2011          |                                         |
| 2012 | 9     | 10 lat monet i banknotów euro                                                       | 30 stycznia 2012     | Strefa euro – wspólna emisja europejska |
| 2012 | 10    | 75. rocznica Międzynarodowego Konkursu Muzycznego im. Królowej Elżbiety Belgijskiej | 6 czerwca 2012       |                                         |
| 2013 | 11    | 100 lat Królewskiego Instytutu Meteorologicznego                                    | 18 września 2013     |                                         |
| 2014 | 12    | 100. rocznica wybuchu I Wojny Światowej                                             | 12 maja 2014         |                                         |
| 2014 | 13    | 150 lat belgijskiego Czerwonego Krzyża                                              | 18 września 2014     |                                         |
| 2015 | 14    | Europejski Rok Rozwoju                                                              | 17 września 2015     |                                         |
| 2015 | 15    | 30 lat flagi Europy                                                                 | 18 listopada 2015    | Strefa euro – wspólna emisja europejska |
| 2016 | 16    | XXXI Letnie Igrzyska Olimpijskie – Rio de Janeiro 2016                              | 24 marca 2016        |                                         |
| 2016 | 17    | Międzynarodowy Dzień Zaginionych Dzieci                                             | 25 maja 2016         |                                         |
| 2017 | 18    | 200 lat Uniwersytetu w Liège                                                        | 21 kwietnia 2017     |                                         |
| 2017 | 19    | 200 lat Uniwersytetu w Gandawie                                                     | 29 września 2017     |                                         |
| 2018 | 20    | 50. rocznica buntu studenckiego z maja 1968 roku                                    | 18 czerwca 2018      |                                         |
| 2018 | 21    | 50 lat od wystrzelenia europejskiego satelity ESRO 2B                               | 6 września 2018      |                                         |
| 2019 | 22    | 450. rocznica śmierci Pietera Bruegla                                               | 1 marca 2019         |                                         |
| 2019 | 23    | 25. rocznica powstania Europejskiego Instytutu Walutowego                           | 9 maja 2019          |                                         |
| 2020 | 24    | Międzynarodowy Rok zdrowia roślin                                                   | 5 marca 2020         |                                         |
| 2020 | 25    | Jan van Eyck                                                                        | 15 października 2020 |                                         |
| 2021 | 26    | 100. rocznica belgijsko-luksemburskiej unii gospodarczej                            | 7 lipca 2021         |                                         |
| 2021 | 27    | 500 lat od wydania guldena Karola V                                                 | 27 października 2021 |                                         |
| 2022 | 28    | Sektor opieki zdrowotnej                                                            | 11 maja 2022         |                                         |
| 2022 | 29    | 35 lat programu Erasmus                                                             | 1 lipca 2022         | Strefa euro – wspólna emisja europejska |

## Monety kolekcjonerskie
Dotychczas Belgia wyemitowała:

### 2½ euro
| Rok  | Numer | Nazwa monety                                                             | Stop                           |
| ---- | ----- | ------------------------------------------------------------------------ | ------------------------------ |
| 2015 | 1     | 200. rocznica bitwy pod Waterloo                                         | mosiądz                        |
| 2018 | 2     | Czerwone diabły                                                          | mosiądz                        |
| 2018 | 3     | 400-lecie Banku pobożnego (Mont de Piété)                                | mosiądz                        |
| 2019 | 4     | Grand Départ du Tour de France à Bruxelles                               | mosiądz                        |
| 2019 | 5     | 400. Rocznica – Siusiający chłopiec – symbol Brukseli                    | mosiądz                        |
| 2020 | 6     | 100. rocznica Igrzysk Olimpijskich, Antwerpia                            | mosiądz i mosiądz – kolorowana |
| 2020 | 7     | 75. Rocznica – Pokój i wolność w Europie                                 | mosiądz                        |
| 2021 | 8     | 5. rocznica uznania niematerialnego dziedzictwa belgijskiej kultury piwa | mosiądz                        |
| 2021 | 9     | Mistrzostwa Europy w piłce nożnej 2020                                   | mosiądz                        |
| 2022 | 10    | 100 lat ochrony ptaków w Belgii                                          | mosiądz                        |
| 2022 | 11    | 20 at euro                                                               | mosiądz                        |

### 5 euro
| Rok  | Numer | Nazwa monety                                               | Stop                         |
| ---- | ----- | ---------------------------------------------------------- | ---------------------------- |
| 2008 | 1     | 50 rocznica – Smerfy                                       | srebro i srebro – kolorowana |
| 2010 | 2     | 175 rocznica – Belgijskie koleje                           | srebro                       |
| 2011 | 3     | Hélène Dutrieu – pierwsza belgijska pilotka                | srebro                       |
| 2013 | 4     | 75-lecie Sprycjana                                         | srebro i srebro – kolorowana |
| 2015 | 5     | Marguerite de Riemaecker-Legot                             | srebro                       |
| 2015 | 6     | Mons – Europejska Stolica Kultury                          | srebro                       |
| 2016 | 7     | 50. rocznica śmierci Georgesa Lemaitre’a                   | srebro                       |
| 2016 | 8     | 100. rocznica śmierci Emile’a Verhaerena                   | srebro                       |
| 2017 | 9     | 60 rocznica – Stworzenie postaci Gastona Lagaffea          | srebro                       |
| 2017 | 10    | 50. rocznica pierwszej transplantacja serca                | srebro                       |
| 2018 | 11    | 100 rocznica – Zawieszenie broni podczas I Wojny Światowej | srebro                       |
| 2018 | 12    | 60-lecie Smerfów                                           | srebro i srebro – kolorowana |
| 2019 | 13    | 90 rocznica – Przygody Tintina                             | srebro i srebro – kolorowana |
| 2019 | 14    | 75. rocznica lądowania w Normandii                         | srebro                       |
| 2019 | 15    | 50. rocznica lądowania na Księżycu                         | srebro                       |
| 2020 | 16    | 75. Rocznica – Bob i Bobette „Spike and Suzy”              | srebro i srebro – kolorowana |
| 2020 | 17    | 185. Rocznica – Pierwszy pociąg na kontynencie europejskim | srebro                       |
| 2020 | 18    | Igrzyska XXXII Olimpiady, drużyna olimpijska Belgii        | srebro i srebro – kolorowana |
| 2021 | 19    | 75-lecie komiksu „Przygody Blake’a i Mortimera”            | srebro i srebro – kolorowana |
| 2021 | 20    | 175. rocznica urodzin Charlesa Van Depoele’a               | srebro                       |
| 2021 | 21    | Europejski Rok Kolei                                       | srebro                       |

### 10 euro
| Rok  | Numer | Nazwa monety                                                       | Stop                         |
| ---- | ----- | ------------------------------------------------------------------ | ---------------------------- |
| 2002 | 1     | Belgijskie koleje                                                  | srebro                       |
| 2003 | 2     | 100 rocznica urodzin – Georges Simenon                             | srebro                       |
| 2004 | 3     | Rozszerzenie Unii Europejskiej                                     | srebro                       |
| 2004 | 4     | 75 rocznica – Przygody Tintina                                     | srebro                       |
| 2005 | 5     | 75 rocznica – stadion Heysel                                       | srebro                       |
| 2005 | 6     | 60. rocznica wyzwolenia                                            | srebro                       |
| 2006 | 7     | 400. rocznica śmierci Justusa Lipsiusa                             | srebro                       |
| 2006 | 8     | 50 rocznica – Katastrofa w kopalni Bois du Cazier                  | srebro i srebro – kolorowana |
| 2007 | 9     | 50 rocznica – Traktaty rzymskie                                    | srebro                       |
| 2007 | 10    | Międzynarodowy Rok Polarny                                         | srebro                       |
| 2008 | 11    | 100 rocznica – Rola Maurice Maeterlincka w filmie „Niebieski Ptak” | srebro                       |
| 2008 | 12    | Igrzyska XXIX Olimpiady, Pekin 2008                                | srebro                       |
| 2009 | 13    | 75 rocznica urodzin – Albert II                                    | srebro                       |
| 2009 | 14    | Erazm z Rotterdamu                                                 | srebro                       |
| 2010 | 15    | 100-lecie Królewskiego Muzeum Tervuren w Afryce Środkowej          | srebro i srebro – kolorowana |
| 2010 | 16    | 100. rocznica urodzin Djanga Reinhardta                            | srebro                       |
| 2011 | 17    | Odkrycie bieguna południowego                                      | srebro                       |
| 2011 | 18    | Eksploracja głębin morskich                                        | srebro                       |
| 2012 | 19    | Paul Delvaux                                                       | srebro                       |
| 2012 | 20    | 75. rocznica urodzin Pierre’a de Coubertina                        | srebro                       |
| 2013 | 21    | 5. rocznica śmierci Hugona Clausa                                  | srebro                       |
| 2013 | 22    | 100 lat wyścigu „Ronde van Vlaanderen”                             | srebro                       |
| 2014 | 23    | 200. rocznica urodzin Adolphe’a Saxa                               | srebro                       |
| 2014 | 24    | 100. rocznica wybuchu I Wojny Światowej                            | srebro                       |
| 2015 | 25    | 200. rocznica bitwy pod Waterloo                                   | srebro                       |
| 2015 | 26    | 70 lat pokoju w Europie                                            | srebro                       |
| 2016 | 27    | Albert Einstein                                                    | srebro                       |
| 2016 | 28    | Belgijska Drużyna Olimpijska                                       | srebro                       |
| 2017 | 29    | Dworzec kolejowy Antwerpia Centralna                               | srebro                       |
| 2017 | 30    | 150. rocznica 1. wydania książki „Dyl Sowizdrzał”                  | srebro                       |
| 2018 | 31    | 40. rocznica śmierci Jacques’a Brela                               | srebro                       |
| 2018 | 32    | Barok i rokoko – Peter Paul Rubens                                 | srebro                       |
| 2019 | 33    | 10. rocznica śmierci Brieka Schotte’a                              | srebro                       |
| 2019 | 34    | 450. rocznica śmierci Pietera Bruegela (starszego)                 | srebro                       |
| 2020 | 35    | 500. rocznica urodzin Christophe’a Plantina                        | srebro                       |
| 2020 | 36    | 630. rocznica urodzin Jana van Eycka                               | srebro                       |
| 2021 | 37    | 500. rocznica emisji florena Karola V Habsburga                    | srebro                       |

### 12½ euro
| Rok  | Numer | Nazwa monety                                                           | Stop  |
| ---- | ----- | ---------------------------------------------------------------------- | ----- |
| 2006 | 1     | 175 rocznica – Belgijska rodzina królewska – Léopold I                 | złoto |
| 2007 | 2     | 175 lat belgijskiej dynastii królewskiej – Leopold II Koburg           | złoto |
| 2008 | 3     | 175 lat belgijskiej dynastii królewskiej – Albert I Koburg             | złoto |
| 2009 | 4     | 175 lat belgijskiej dynastii królewskiej – Leopold III Koburg          | złoto |
| 2010 | 5     | 175 lat belgijskiej dynastii królewskiej – Baldwin I Koburg            | złoto |
| 2011 | 6     | 175 lat belgijskiej dynastii królewskiej – Albert I Koburg             | złoto |
| 2012 | 7     | 175 lat belgijskiej dynastii królewskiej – Paola                       | złoto |
| 2013 | 8     | 175 lat belgijskiej dynastii królewskiej – Fabiola de Mora             | złoto |
| 2014 | 9     | 175 lat belgijskiej dynastii królewskiej – Astrid Koburg               | złoto |
| 2015 | 10    | 175 lat belgijskiej dynastii królewskiej – Matylda                     | złoto |
| 2015 | 11    | 175 lat belgijskiej dynastii królewskiej – Filip I Koburg              | złoto |
| 2016 | 12    | 175 lat belgijskiej dynastii królewskiej – Elżbieta                    | złoto |
| 2017 | 13    | 175 lat belgijskiej dynastii królewskiej – Maria Henrietta Austriaczka | złoto |
| 2018 | 14    | 175 lat belgijskiej dynastii królewskiej – Luiza Koburg                | złoto |
| 2019 | 15    | 30. rocznica upadku Muru Berlińskiego                                  | złoto |
| 2020 | 16    | 150. rocznica urodzin Jane Brigode                                     | złoto |
| 2021 | 17    | Antwerpia – miasto diamentów                                           | złoto |

### 20 euro
| Rok  | Numer | Nazwa monety                                     | Stop   |
| ---- | ----- | ------------------------------------------------ | ------ |
| 2005 | 1     | Mundial Niemcy 2006                              | srebro |
| 2007 | 2     | 100. rocznica urodzin Herge’a                    | srebro |
| 2009 | 3     | Ojciec Damian z Molokai                          | srebro |
| 2010 | 4     | Pies z Flandrii                                  | srebro |
| 2013 | 5     | Wstąpienie Filipa I Koburga na tron              | srebro |
| 2014 | 6     | 25. rocznica upadku Muru Berlińskiego            | srebro |
| 2015 | 7     | 70 lat pokoju w Europie                          | srebro |
| 2016 | 8     | 100. rocznica powstania Komitetu Pomocy w Belgii | srebro |
| 2017 | 9     | Toots Thielemans                                 | srebro |
| 2017 | 10    | 200. rocznica urodzin Josepha Poelaerta          | srebro |
| 2018 | 11    | 50 rocznica – Satelita ESRO-2B                   | srebro |
| 2020 | 12    | Centrum historyczne Brugii                       | srebro |
| 2021 | 13    | 100. rocznica urodzin Rogera Raveela             | srebro |

### 25 euro
| Rok  | Numer | Nazwa monety                                                    | Stop  |
| ---- | ----- | --------------------------------------------------------------- | ----- |
| 2008 | 1     | Igrzyska XXIX Olimpiady, Pekin 2008                             | złoto |
| 2015 | 2     | Karol V Habsburg                                                | złoto |
| 2016 | 3     | 175-lecie Królewskiego Belgijskiego Towarzystwa Numizmatycznego | złoto |
| 2017 | 4     | 25. rocznica podpisania Traktatu z Maastricht                   | złoto |
| 2018 | 5     | 10. rocznica śmierci Hugona Clausa                              | złoto |
| 2019 | 6     | 90. rocznica urodzin Audrey Hepburn                             | złoto |
| 2021 | 7     | 75-lecie komiksu „Przygody Blake’a i Mortimera”                 | złoto |

### 50 euro

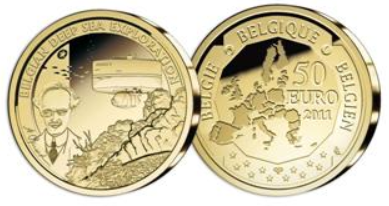
Moneta kolekcjonerska – 50 euro (złoto). Eksploracja głębin morskich; rok emisji: 2011

| Rok  | Numer | Nazwa monety                                                       | Stop  |
| ---- | ----- | ------------------------------------------------------------------ | ----- |
| 2004 | 1     | 70. rocznica urodzin Alberta II Koburga                            | złoto |
| 2006 | 2     | 400. rocznica śmierci Justusa Lipsiusa                             | złoto |
| 2007 | 3     | 50 rocznica – Traktaty rzymskie                                    | złoto |
| 2008 | 4     | 100 rocznica – Rola Maurice Maeterlincka w filmie „Niebieski Ptak” | złoto |
| 2009 | 5     | Erazm z Rotterdamu                                                 | złoto |
| 2010 | 6     | 10 rocznica – Królewskie Muzeum Afryki Środkowej                   | złoto |
| 2011 | 7     | 100. rocznica odkrycia bieguna południowego                        | złoto |
| 2011 | 8     | Eksploracja głębin morskich                                        | złoto |
| 2012 | 9     | Paul Delvaux                                                       | złoto |
| 2013 | 10    | 5. rocznica śmierci Hugona Clausa                                  | złoto |
| 2014 | 11    | 200. rocznica urodzin Adolphe’a Saxa                               | złoto |
| 2015 | 12    | 70 lat pokoju w Europie                                            | złoto |
| 2016 | 13    | Albert Einstein                                                    | złoto |
| 2017 | 14    | Dworzec kolejowy Antwerpia Centralna                               | złoto |
| 2018 | 15    | Barok i rokoko – Peter Paul Rubens                                 | złoto |
| 2019 | 16    | 450. rocznica śmierci Pietera Bruegela (starszego)                 | złoto |
| 2021 | 17    | 500 lat od wydania guldena Karola V                                | złoto |

### 100 euro
| Rok  | Numer | Nazwa monety                                                        | Stop  |
| ---- | ----- | ------------------------------------------------------------------- | ----- |
| 2002 | 1     | Ojcowie Europy – Konrad Adenauer, Robert Schumann, Paul Henri Spaak | złoto |
| 2003 | 2     | 200. rocznica pierwszej emisji franka germinalowego                 | złoto |
| 2004 | 3     | Rozszerzenie Unii Europejskiej                                      | złoto |
| 2005 | 4     | 175-lecie niepodległości                                            | złoto |
| 2006 | 5     | 175. rocznica powstania Księstwa Saksonii-Coburga-Gothy             | złoto |
| 2007 | 6     | 175. rocznica emisji pierwszej belgijskiej monety                   | złoto |
| 2008 | 7     | 50. rocznica wystawy Expo '58 w Brukseli                            | złoto |
| 2009 | 8     | 50. rocznica królewskiego ślubu                                     | złoto |
| 2010 | 9     | 50. rocznica urodzin księcia Filipa I Koburga                       | złoto |
| 2011 | 10    | 150. rocznica urodzin Victora Horty                                 | złoto |
| 2012 | 11    | 500. rocznica urodzin Gerarda Merkatora                             | złoto |
| 2013 | 12    | 20. rocznica śmierci króla Baldwina I Koburga                       | złoto |
| 2014 | 13    | 500. rocznica urodzin Wesaliusza                                    | złoto |
| 2015 | 14    | Król Filip I Koburg                                                 | złoto |
| 2016 | 15    | 100. rocznica śmierci Gabrielle Petit                               | złoto |
| 2017 | 16    | 50. rocznica śmierci Renégo Magritte’a                              | złoto |
| 2018 | 17    | 25. rocznica śmierci króla Baldwina I Koburga                       | złoto |